# Dolná Poruba
Dolná Poruba je naseljeno mjesto u okrugu Trenčín u  Trenčínskom kraju u Slovačkoj.

## Stanovništvo
| Godina:     | 1993. | 2003.   | 2013.   | 2023.   |
| ----------- | ----- | ------- | ------- | ------- |
| Broj ljudi: | 918   | 856     | 799     | 789     |
| Razlika:    |       | -6,75 % | -6,65 % | -1,25 % |

| Godina:     | 2022. | 2023.   |
| ----------- | ----- | ------- |
| Broj ljudi: | 778   | 789     |
| Razlika:    |       | +1,41 % |

Prema podacima o broju stanovnika iz 2023. godine naselje je imalo 789 stanovnika.

## Vanjske poveznice
|  | Zajednički poslužitelj ima još gradiva o temi Dolná Poruba |

- Službena stranica naselja (sl.)